# Liste des élections présidentielles américaines par écart national en voix
Aux États-Unis, le vote populaire national désigne la somme de tous les suffrages exprimés en faveur des différents candidats, dans la totalité des États des États-Unis et du District de Columbia lors des élections présidentielles. 

L'écart entre le président élu et son principal rival est très suivi en raison du Douzième Amendement à la Constitution des États-Unis.
Ce texte fondateur prévoit la procédure par laquelle le Président et le Vice-Président ne sont élus que via un Collège Électoral accordant un nombre fixe de grands électeurs à chaque État, de sorte qu'ils peuvent être élus sans avoir obtenu la majorité du vote national.

## Liste
Le tableau ci-dessous répertorie toutes les élections présidentielles depuis 1824, avec la marge obtenue en pourcentage dans le vote populaire, mais aussi la proportion des votes obtenus au sein du Collège électoral des États-Unis. Les cases en rose indiquent les cinq élections au cours desquels le président élu a obtenu moins de voix dans le vote populaire que son principal adversaire.
Trois des cinq élections au cours desquelles le président élu a obtenu moins de voix que son principal rival se sont tenues au XIXe siècle. L'événement s'est produit une fois au XXe siècle et une fois au XXIe siècle.
- Les trois plus grandes victoires en nombre de voix total ont été remportées par Barack Obama, en 2012 avec 65,91 millions de voix et surtout en 2008 avec 69,49 millions de voix, et George W. Bush en 2004, avec 62,04 millions de voix. Ce dernier a obtenu en 2004 moins de voix que les 63,5 millions obtenues en 2016 par la perdante Hillary Clinton (totalisation The Cook Political Report le 19 novembre à 17H45[1]).
- Les trois plus gros écarts en % à l'échelle nationale ont été obtenus par Franklin Roosevelt (1936), Calvin Coolidge (1924) et Warren Harding (1920), avec tous les trois un écart de plus de 24 %.
- Les trois plus gros écarts en nombre de voix ont été obtenus par Ronald Reagan (1984), Lyndon Johnson (1964) et Richard Nixon (1972), avec tous les trois un écart de plus de 15 millions de voix.

Ces chiffres reflète aussi les variations de la population des États-Unis et de la participation électorale, dont les trois chiffres les plus élevés sont les suivants :
- En 2008, le nombre total de votants s'était élevé à 131,2 millions, établissant un nouveau record absolu de participation, en nombre de voix, après le précédent record établi en 2004 (122,3 millions).
- En 2012, ce record n'avait pas été égalé, la participation revenant à 129,064 millions de voix, ce qui restait cependant la deuxième meilleure performance de l'histoire en nombre de voix.
- En 2016, le record de 2008 était en passe d'être battu, selon les décomptes effectués onze jours après le scrutin, avec 132,43 millions de suffrages exprimés(totalisation The Cook Political Report le 19 novembre à 17H45[1]), le dépouillement des bulletins de vote par correspondance, particulièrement nombreux dans les grandes agglomérations, n'étant pas encore terminé.

| Année | Année | Gagnant et son parti   | Gagnant et son parti | Grands électeurs, en nombre et % | Grands électeurs, en nombre et % | Vote populaire (%, écart en%, voix et écart en voix) | Vote populaire (%, écart en%, voix et écart en voix) | Vote populaire (%, écart en%, voix et écart en voix) | Vote populaire (%, écart en%, voix et écart en voix) | Battu et son parti       | Battu et son parti | Participation électorale |
| ----- | ----- | ---------------------- | -------------------- | -------------------------------- | -------------------------------- | ---------------------------------------------------- | ---------------------------------------------------- | ---------------------------------------------------- | ---------------------------------------------------- | ------------------------ | ------------------ | ------------------------ |
| 1824  |       | John Quincy Adams      | D.-R.                | 84/261                           | 32,18 %                          | 30,92 %                                              | −10,44 %                                             | 113 142                                              | −38 221                                              | Andrew Jackson           | D.-R.              | 26,9 %                   |
| 1876  |       | Rutherford Hayes       | Rep.                 | 185/369                          | 50,14 %                          | 47,92 %                                              | −3,00 %                                              | 4,03 million                                         | −252 666                                             | Samuel Tilden            | Dem.               | 82,6 %                   |
| 2016  |       | Donald Trump           | Rep.                 | 306/538                          | 56,87 %                          | 46,7%                                                | -1,32%                                               | 61,86 million                                        | −2 864 974                                           | Hillary Clinton          | Dem.               | 60,2 %                   |
| 1888  |       | Benjamin Harrison      | Rep.                 | 233/401                          | 58,10 %                          | 47,80 %                                              | −0,83 %                                              | 5 443 633                                            | −94 530                                              | Grover Cleveland         | Dem.               | 80,5 %                   |
| 2000  |       | George W. Bush         | Rep.                 | 271/538                          | 50,37 %                          | 47,87 %                                              | −0,51 %                                              | 50 460 110                                           | −543 816                                             | Al Gore                  | Dem.               | 54,2 %                   |
| 1880  |       | James Garfield         | Rep.                 | 214/369                          | 57,99 %                          | 48,31 %                                              | 0,09 %                                               | 4 453 337                                            | 1 898                                                | Winfield Scott Hancock   | Dem.               | 80,5 %                   |
| 1960  |       | John Kennedy           | Dem.                 | 303/537                          | 56,42 %                          | 49,72 %                                              | 0,17 %                                               | 34 220 984                                           | 112 827                                              | Richard Nixon            | Rep.               | 63,8 %                   |
| 1884  |       | Grover Cleveland       | Dem.                 | 219/401                          | 54,61 %                          | 48,85 %                                              | 0,57 %                                               | 4 914 482                                            | 57 579                                               | James Blaine             | Rep.               | 78,2 %                   |
| 1968  |       | Richard Nixon          | Rep.                 | 301/538                          | 55,95 %                          | 43,42 %                                              | 0,70 %                                               | 31 783 783                                           | 511 944                                              | Hubert Humphrey          | Dem.               | 62,5 %                   |
| 1844  |       | James Polk             | Dem.                 | 170/275                          | 61,82 %                          | 49,54 %                                              | 1,45 %                                               | 1 339 570                                            | 39 413                                               | Henry Clay               | Whig               | 79,2 %                   |
| 1976  |       | Jimmy Carter           | Dem.                 | 297/538                          | 55,20 %                          | 50,08 %                                              | 2,06 %                                               | 40 831 881                                           | 1 683 247                                            | Gerald Ford              | Rep.               | 54,8 %                   |
| 2004  |       | George W. Bush         | Rep.                 | 286/538                          | 53,16 %                          | 50,73 %                                              | 2,46 %                                               | 62 040 610                                           | 3 012 171                                            | John Kerry               | Dem.               | 60,1 %                   |
| 1892  |       | Grover Cleveland       | Dem.                 | 277/444                          | 62,39 %                          | 46,02 %                                              | 3,01 %                                               | 5 553 898                                            | 363 099                                              | Benjamin Harrison        | Rep.               | 75,8 %                   |
| 1916  |       | Woodrow Wilson         | Dem.                 | 277/531                          | 52,17 %                          | 49,24 %                                              | 3,12 %                                               | 9 126 868                                            | 578 140                                              | Charles Evans Hughes     | Rep.               | 61,8 %                   |
| 2012  |       | Barack Obama           | Dem.                 | 332/538                          | 61,71 %                          | 51,06 %                                              | 3,86 %                                               | 65 915 796                                           | 4 982 296                                            | Mitt Romney              | Rep.               | 58,6 %                   |
| 1896  |       | William McKinley       | Rep.                 | 271/447                          | 60,63 %                          | 51,02 %                                              | 4,31 %                                               | 7 112 138                                            | 601 331                                              | William Jennings Bryan   | Dem.               | 79,6 %                   |
| 1948  |       | Harry Truman           | Dem.                 | 303/531                          | 57,06 %                          | 49,55 %                                              | 4,48 %                                               | 24 179 347                                           | 2 188 055                                            | Thomas Dewey             | Rep.               | 52,2 %                   |
| 1848  |       | Zachary Taylor         | Whig                 | 163/290                          | 56,21 %                          | 47,28 %                                              | 4,79 %                                               | 1 360 235                                            | 137 882                                              | Lewis Cass               | Dem.               | 72,8 %                   |
| 1868  |       | Ulysses Grant          | Rep.                 | 214/294                          | 72,79 %                          | 52,66 %                                              | 5,32 %                                               | 3 013 790                                            | 304 810                                              | Horatio Seymour          | Dem.               | 80,9 %                   |
| 1992  |       | Bill Clinton           | Dem.                 | 370/538                          | 68,77 %                          | 43,01 %                                              | 5,56 %                                               | 44 909 806                                           | 5 805 256                                            | George H. W. Bush        | Rep.               | 58,1 %                   |
| 1840  |       | William Henry Harrison | Whig                 | 234/294                          | 79,59 %                          | 52,87 %                                              | 6,05 %                                               | 1 275 583                                            | 145 938                                              | Martin Van Buren         | Dem.               | 80,3 %                   |
| 1900  |       | William McKinley       | Rep.                 | 292/447                          | 65,23 %                          | 51,64 %                                              | 6,12 %                                               | 7 228 864                                            | 857 932                                              | William Jennings Bryan   | Dem.               | 73,7 %                   |
| 1852  |       | Franklin Pierce        | Dem.                 | 254/296                          | 85,81 %                          | 50,83 %                                              | 6,95 %                                               | 1 605 943                                            | 219 525                                              | Winfield Scott           | Whig               | 69,5 %                   |
| 2008  |       | Barack Obama           | Dem.                 | 365/538                          | 67,84 %                          | 52,93 %                                              | 7,27 %                                               | 69 498 516                                           | 9 550 193                                            | John McCain              | Rep.               | 61,6 %                   |
| 1944  |       | Franklin Roosevelt     | Dem.                 | 432/531                          | 81,36 %                          | 53,39 %                                              | 7,50 %                                               | 25 612 916                                           | 3 594 987                                            | Thomas Dewey             | Rep.               | 55,9 %                   |
| 1988  |       | George H. W. Bush      | Rep.                 | 426/538                          | 79,18 %                          | 53,37 %                                              | 7,72 %                                               | 48 886 597                                           | 7 077 121                                            | Michael Dukakis          | Dem.               | 52,8 %                   |
| 1996  |       | Bill Clinton           | Dem.                 | 379/538                          | 70,45 %                          | 49,23 %                                              | 8,51 %                                               | 47 400 125                                           | 8 201 370                                            | Bob Dole                 | Rep.               | 51,7 %                   |
| 1908  |       | William Taft           | Rep.                 | 321/483                          | 66,46 %                          | 51,57 %                                              | 8,53 %                                               | 7 678 335                                            | 1 269 356                                            | William Jennings Bryan   | Dem.               | 65,7 %                   |
| 1980  |       | Ronald Reagan          | Rep.                 | 489/538                          | 90,89 %                          | 50,75 %                                              | 9,74 %                                               | 43 903 230                                           | 8 423 115                                            | Jimmy Carter             | Dem.               | 54,2 %                   |
| 1940  |       | Franklin Roosevelt     | Dem.                 | 449/531                          | 84,56 %                          | 54,74 %                                              | 9,96 %                                               | 27 313 945                                           | 4 966 201                                            | Wendell Willkie          | Rep.               | 62,4 %                   |
| 1864  |       | Abraham Lincoln        | Rep.                 | 212/233                          | 90,99 %                          | 55,03 %                                              | 10,08 %                                              | 2 211 317                                            | 405 090                                              | George McClellan         | Dem.               | 76,3 %                   |
| 1860  |       | Abraham Lincoln        | Rep.                 | 180/303                          | 59,41 %                          | 39,65 %                                              | 10,13 %                                              | 1 855 993                                            | 474 049                                              | John Breckinridge        | Dem.               | 81,8 %                   |
| 1952  |       | Dwight Eisenhower      | Rep.                 | 442/531                          | 83,24 %                          | 55,18 %                                              | 10,85 %                                              | 34 075 529                                           | 6 700 439                                            | Adlai Stevenson          | Dem.               | 62,3 %                   |
| 1872  |       | Ulysses Grant          |                      | 286/352                          | 81,25 %                          | 55,58 %                                              | 11,80 %                                              | 3 597 439                                            | 763 729                                              | Horace Greeley           | L. R.              | 72,1 %                   |
| 1856  |       | James Buchanan         | Dem.                 | 174/296                          | 58,78 %                          | 45,29 %                                              | 12,20 %                                              | 1 835 140                                            | 494 472                                              | John Frémont             | Rep.               | 79,4 %                   |
| 1828  |       | Andrew Jackson         |                      | 178/261                          | 68,20 %                          | 55,93 %                                              | 12,25 %                                              | 642 806                                              | 140 839                                              | Adams, John Quincy Adams | N. R.              | 57,3 %                   |
| 1836  |       | Martin Van Buren       | Dem.                 | 170/294                          | 57,82 %                          | 50,79 %                                              | 14,20 %                                              | 763 291                                              | 213 384                                              | William Henry Harrison   | Whig               | 56,5 %                   |
| 1912  |       | Woodrow Wilson         | Dem.                 | 435/531                          | 81,92 %                          | 41,84 %                                              | 14,44 %                                              | 6 296 284                                            | 2 173 563                                            | Theodore Roosevelt       | Prog.              | 59,0 %                   |
| 1956  |       | Dwight Eisenhower      | Rep.                 | 457/531                          | 86,06 %                          | 57,37 %                                              | 15,40 %                                              | 35 579 180                                           | 9 551 152                                            | Adlai Stevenson          | Dem.               | 60,2 %                   |
| 1928  |       | Herbert Hoover         | Rep.                 | 444/531                          | 83,62 %                          | 58,21 %                                              | 17,41 %                                              | 21 427 123                                           | 6 411 659                                            | Al Smith                 | Dem.               | 56,9 %                   |
| 1932  |       | Franklin Roosevelt     | Dem.                 | 472/531                          | 88,89 %                          | 57,41 %                                              | 17,76 %                                              | 22 821 277                                           | 7 060 023                                            | Herbert Hoover           | Rep.               | 56,9 %                   |
| 1832  |       | Andrew Jackson         |                      | 219/286                          | 76,57 %                          | 54,74 %                                              | 17,81 %                                              | 702 735                                              | 228 628                                              | Henry Clay               | N. R.              | 57,0 %                   |
| 1984  |       | Ronald Reagan          | Rep.                 | 525/538                          | 97,58 %                          | 58,77 %                                              | 18,21 %                                              | 54 455 472                                           | 16 878 120                                           | Walter Mondale           | Dem.               | 55,2 %                   |
| 1904  |       | Theodore Roosevelt     | Rep.                 | 336/476                          | 70,59 %                          | 56,42 %                                              | 18,83 %                                              | 7 630 557                                            | 2 546 677                                            | Alton Brooks Parker      | Dem.               | 65,5 %                   |
| 1964  |       | Lyndon Johnson         | Dem.                 | 486/538                          | 90,33 %                          | 61,05 %                                              | 22,58 %                                              | 43 127 041                                           | 15 951 287                                           | Barry Goldwater          | Rep.               | 62,8 %                   |
| 1972  |       | Richard Nixon          | Rep.                 | 520/538                          | 96,65 %                          | 60,67 %                                              | 23,15 %                                              | 47 168 710                                           | 17 995 488                                           | George McGovern          | Dem.               | 56,2 %                   |
| 1936  |       | Franklin Roosevelt     | Dem.                 | 523/531                          | 98,49 %                          | 60,80 %                                              | 24,26 %                                              | 27 752 648                                           | 11 070 786                                           | Alf Landon               | Rep.               | 61,0 %                   |
| 1924  |       | Calvin Coolidge        | Rep.                 | 382/531                          | 71,94 %                          | 54,04 %                                              | 25,22 %                                              | 15 723 789                                           | 7 337 547                                            | John W. Davis            | Dem.               | 48,9 %                   |
| 1920  |       | Warren Harding         | Rep.                 | 404/531                          | 76,08 %                          | 60,32 %                                              | 26,17 %                                              | 16 144 093                                           | 7 004 432                                            | Cox, James Cox           | Dem.               | 49,2 %                   |